# Het Parool
Het Parool (traduisible par « Le Mot d'ordre » en français) est un quotidien néerlandais publié au format tabloïd et basé à Amsterdam. Il est fondé en 1940 comme journal de résistance pendant la Seconde Guerre mondiale.
Il appartient à DPG Media (anciennement De Persgroep Nederland) depuis le 1er janvier 2010. Bien qu'il traite d'informations à l'échelle des Pays-Bas, il reste très centré sur la capitale Amsterdam. Après avoir été déclaré en faillite en 2002, il fait l'objet d'un plan de sauvetage lancé par la direction en 2003, puis connaît un succès croissant et un retour à la profitabilité au cours des années suivantes.

## Histoire

### Pendant la Seconde Guerre mondiale

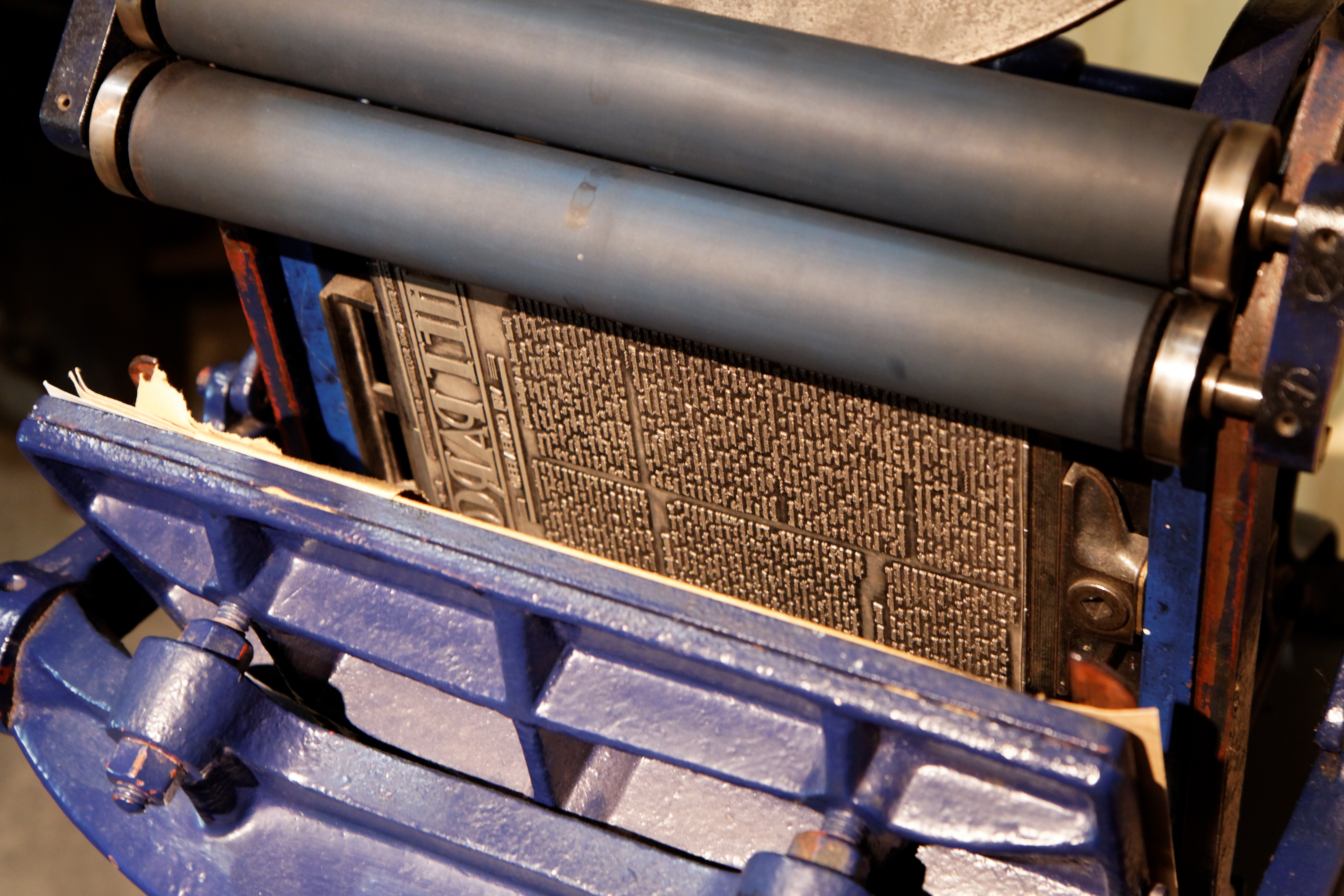
Vue d'une presse typographique au musée de la résistance d'Amsterdam.

Le journal fut créé à l'initiative de deux hommes, Frans Goedhart et Jaap Nunes Vaz, auteurs d'une lettre d'information publiée en mai 1940. En 1944, le journal, bien qu'illégal et poursuivi sans relâche par les autorités allemandes atteignit un tirage d'environ 100 000 unités, essentiellement distribuées aux Résistants néerlandais. Ainsi, Marie Cramer publie anonymement des vers anti-allemands dans ce quotidien. 
De nombreux membres du journal furent interpellés et tués par les Allemands et leurs hommes de main néerlandais. Nunes Vaz fut ainsi arrêté par la Gestapo le 25 octobre 1942 et envoyé au camp d'extermination de Sobibor.

### Succès puis déclin après la guerre
Au lendemain de la guerre, Het Parool devint rapidement l'un des journaux les plus populaires des Pays-Bas, en partie parce qu'il bénéficiait d'une réputation de journal de Résistance auprès d'une majorité de la population, et également parce que les journaux qui avaient collaboré avec les allemandes furent pour la plupart boycottés.
En dehors de la publication de son journal de référence, Het Parool participa à l'élaboration de plusieurs magazines locaux aux Pays-Bas. C'est ainsi que plusieurs journaux d'inspiration locale furent créés, tels que Het Rotterdamsch Parool (1947–1971) à Rotterdam, le Nieuw Utrechtsch Dagblad à Utrecht, le Haagsch Dagblad à La Haye ou encore Het Flevoparool (Flevoland) dans les années 1980. Ils disparurent tous à partir de la fin des années 1960 et au début des années 1970 (1988 pour le Flevoparool) et contribuèrent à faire du journal principal un quotidien national au travers de la consolidation des équipes. 
Le lectorat atteignit son apogée au cours des années 1940 avec plus de 400 000 personnes, ce qui constituait le deuxième journal le plus tiré des Pays-Bas à l'époque. À la fin des années 1960, le journal se positionna en faveur de la Guerre du Vietnam, notamment sous l'influence de son rédacteur en chef conservateur Herman Sandberg, ce qui lui fit perdre le soutien d'une grande partie de son lectorat, composé principalement de libéraux et de partisans de la gauche. Cela marqua le début du déclin du nombre d'abonnements et de lecteurs qui s'est maintenu pendant près de quatre décennies.

### De la faillite au renouveau

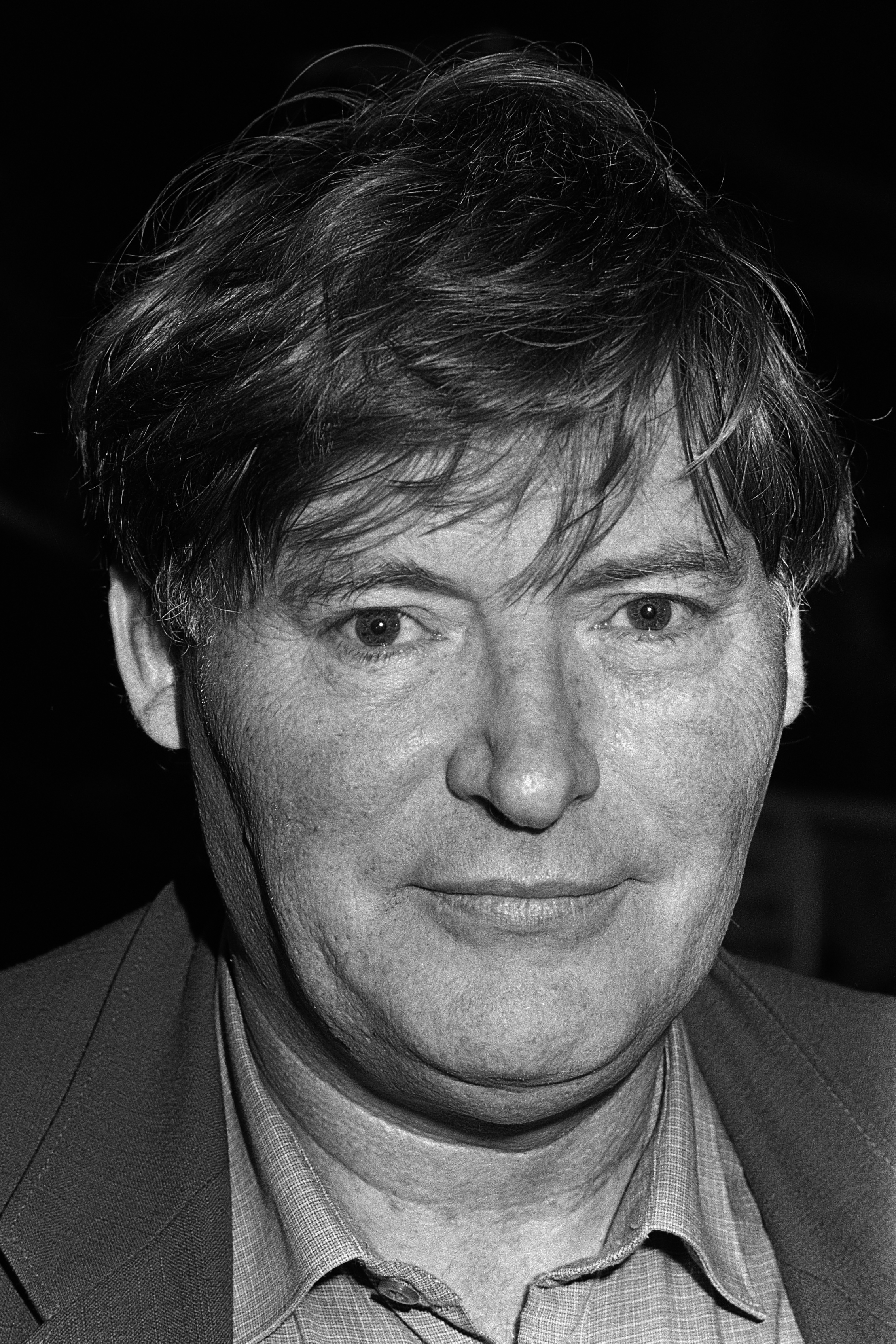
Wouter Gortzak fut rédacteur en chef de Het Parool entre 1981 et 1987.

Au cours des années 1990, Het Parool devint déficitaire, en raison de la concurrence entre les journaux, mais aussi du manque d'investissements du propriétaire de l'époque, PCM. Plusieurs plans de sauvetage, dont l'un consistant en une refonte du journal en un quotidien centré sur Amsterdam furent proposés en 1997 pour endiguer les difficultés, mais les résultats furent décevants. En 2002, PCM annonça la faillite du journal, en mentionnant les pertes importantes encourues et la baisse du lectorat comme facteurs.
Pour renforcer sa structure actionnariale, Het Parool fit appel au plus grand groupe d'édition belge, De Persgroep, qui fut invité à prendre un intérêt minoritaire substantiel dans la nouvelle mouture du journal aux côtés du staff et des lecteurs qui constituaient le reste de l'actionnariat. En tant que journal indépendant, Het Parool décida de conserver son statut de quotidien national, tout en décidant de se concentrer principalement sur son lectorat local à Amsterdam. 
Dans sa nouvelle configuration, et à la suite du licenciement de 43 collaborateurs, Het Parool redevint profitable en moins d'un an, le 30 mars 2003. Het Parool devint en outre le premier quotidien néerlandais à passer du Grand format à un format au format tabloid, une initiative qui fut reprise par tous les principaux journaux nationaux et locaux du pays à l'exception du De Telegraaf. Dans un marché en déclin, Het Parool fut l'un des seuls journaux à élargir son lectorat chaque année jusqu'en 2011, et à rester rentable depuis l'adoption du plan de sauvetage.
L'actionnaire majoritaire depuis le retrait de PCM, Stichting Het Parool proposa un management buy-out pour le journal, impliquant le droit de publier sous le nom de Het Parool. Celui-ci prit effet le 1er janvier 2003. Peu de temps après, le fonds Apax Partners prit le contrôle de PCM, conduisant à une hausse significative de l'endettement et à plusieurs problèmes pour l'entreprise.
En février 2012, Het Parool prit le contrôle de la chaîne de télévision amstellodamoids AT5 dans un consortium formé avec AVRO et la chaîne de télévision RTV Noord-Holland ce qui donna naissance à un nouveau groupe de média, qui gère également les activités online du journal et de AT5, Au sein de De Persgroep.